# The Second Stage Turbine Blade
The Second Stage Turbine Blade è il primo album in studio del gruppo musicale statunitense Coheed and Cambria, pubblicato il 5 febbraio 2002 dalla Equal Vision Records.

## Descrizione
Si tratta di un concept album ispirato alla saga a fumetti The Amory Wars, ideata dal frontman Claudio Sanchez. La storia è incentrata su Coheed Kilgannon e sua moglie Cambria. Coheed è infetto da un siero che se attivato gli darà il potere di distruggere l'universo.
Il 20 settembre 2005 l'album è stato ripubblicato con alcune bonus track.

## Tracce
1. Second Stage Turbine Blade – 0:52
2. Time Consumer – 5:41
3. Devil in Jersey City – 4:47
4. Everything Evil – 5:50
5. Delirium Trigger – 4:47
6. Hearshot Kid Disaster – 5:40
7. 33 – 3:29
8. Junesong Provision – 5:20
9. Neverender – 5:22
10. God Send Conspirator – 13:45 – contiene la traccia fantasma IRO-Bot

Tracce bonus nella riedizione del 2005
1. God Send Conspirator – 6:34
2. Elf Tower New Mexico – 6:03
3. Junesong Provision (Acoustic Demo) – 5:33
4. Everything Evil (Demo) – 5:47
5. IRO-Bot – 6:08

## Formazione
Gruppo
- Claudio Sanchez – voce, chitarra
- Joshua Eppard – batteria
- Michael Todd – basso, voce
- Travis Stever – chitarra

Altri musicisti
- Dr. Know – chitarra (traccia 2)
- Montana Masback – voce aggiuntiva (traccia 6)
- Nate Kelley – batteria (tracce 5 e 7)

Produzione
- Coheed and Cambria – produzione
- Michael Birnbaum – produzione, missaggio
- Chris Bittner – produzione, missaggio
- Roger Lian – mastering